# Canadian Championship 2012
Il Canadian Championship 2012 (noto per ragioni di sponsorizzazione come 2012 Amway Canadian Championship in inglese e Championnat Canadien Amway 2012 in francese) è stato la quinta edizione del Canadian Championship.
Si è svolto dal 2 al 23 maggio 2012 ed è stato vinto dal Toronto che ha battuto in finale i Vancouver Whitecaps. Grazie a questo successo la squadra di Toronto ha ottenuto anche la qualificazione alla CONCACAF Champions League 2012-2013 come rappresentante del Canada.

## Tabellone
Le squadre sono state inserite nel tabellone sulla base dei risultati ottenuti nella stagione 2011. Le due squadre partecipanti alla Major League Soccer 2011 sono state inserite in posizione 1 e 2 in base al piazzamento in classifica ottenuto alla fine della regular season, mentre le due squadre partecipanti alla North American Soccer League 2011 in posizione 3 e 4.
|  | Semifinali | Semifinali          | Semifinali | Semifinali |  |   | Finale     | Finale              | Finale | Finale |
|  |            |                     |            |            |  |   |            |                     |        |        |
|  | 1          | Toronto FC          | 0          | 2          |  |   |            |                     |        |        |
|  | 1          | Toronto FC          | 0          | 2          |  |   |            |                     |        |        |
|  | 4          | Montréal Impact     | 0          | 0          |  |   |            |                     |        |        |
|  | 4          | Montréal Impact     | 0          | 0          |  | 1 | Toronto FC | 1                   | 1      |        |
|  |            |                     |            |            |  | 1 | Toronto FC | 1                   | 1      |        |
|  |            |                     |            |            |  |   | 2          | Vancouver Whitecaps | 1      | 0      |
|  | 2          | Vancouver Whitecaps | 2          | 3          |  |   | 2          | Vancouver Whitecaps | 1      | 0      |
|  | 2          | Vancouver Whitecaps | 2          | 3          |  |   |            |                     |        |        |
|  | 3          | FC Edmonton         | 0          | 1          |  |   |            |                     |        |        |
|  | 3          | FC Edmonton         | 0          | 1          |  |   |            |                     |        |        |

## Semifinali

### Andata
| Montréal 2 maggio 2012, ore 20:00 UTC-5 | Montréal Impact | 0 – 0 referto | Toronto FC | Stadio Olimpico (13.405 spett.)\| Arbitro: \| P. Ward \| |
| Arbitro:                                | P. Ward         |               |            |                                                          |

| Arbitro: | C.A. Chenard |

|  |           |                       |
|  | Marcatori | 18’ Hassli 41’ Harris |

### Ritorno
| Arbitro: | D. Gantar |

|                      |           |  |
| Lambe 2’ Johnson 38’ | Marcatori |  |

| Arbitro: | G. Gamble |

|                                 |           |           |
| Le Toux 75’, 88’ Mattocks 90+3’ | Marcatori | 54’ Pinto |

## Finale

### Andata
| Arbitro: | D. Fischer |

|              |           |             |
| Hassli 90+1’ | Marcatori | 66’ Johnson |

| Vancouver Whitecaps | Toronto FC |

| Vancouver Whitecaps: |    |                      |  |     |
|                      |    |                      |  |     |
| P                    | 1  | Joe Cannon           |  |     |
| D                    | 12 | Lee Young-Pyo        |  |     |
| D                    | 4  | Alain Rochat         |  |     |
| D                    | 6  | Jay DeMerit          |  |     |
| D                    | 15 | Martín Bonjour       |  |     |
| C                    | 27 | Jun Marques Davidson |  |     |
| C                    | 16 | Matt Watson          |  | 69’ |
| C                    | 11 | John Thorrington     |  | 86’ |
| A                    | 37 | Camilo               |  |     |
| A                    | 7  | Sébastien Le Toux    |  |     |
| A                    | 8  | Etienne Barbara      |  | 56’ |
| Sostituzioni:        |    |                      |  |     |
| A                    | 29 | Éric Hassli          |  | 56’ |
| C                    | 20 | Davide Chiumiento    |  | 69’ |
| A                    | 22 | Darren Mattocks      |  | 86’ |
| Allenatore:          |    |                      |  |     |
| Martin Rennie        |    |                      |  |     |

| Toronto FC:   |    |                      |     |     |
|               |    |                      |     |     |
| P             | 30 | Miloš Kocić          |     |     |
| D             | 25 | Jeremy Hall          | 11’ |     |
| D             | 12 | Adrian Cann          |     |     |
| D             | 4  | Doneil Henry         |     |     |
| D             | 5  | Ashtone Morgan       |     |     |
| C             | 23 | Terry Dunfield       | 49’ |     |
| C             | 6  | Julián de Guzmán (c) |     |     |
| C             | 8  | Eric Avila           |     | 65’ |
| A             | 9  | Ryan Johnson         |     |     |
| A             | 19 | Reggie Lambe         |     | 71’ |
| A             | 7  | Joao Plata           |     | 80’ |
| Sostituzioni: |    |                      |     |     |
| A             | 14 | Danny Koevermans     |     | 65’ |
| A             | 18 | Nick Soolsma         |     | 71’ |
| C             | 11 | Luis Silva           |     | 80’ |
| Allenatore:   |    |                      |     |     |
| Aron Winter   |    |                      |     |     |

### Ritorno
| Arbitro: | S. Petrescu |

|           |           |  |
| Lambe 83’ | Marcatori |  |

| Toronto FC | Vancouver Whitecaps |

| Toronto FC:   |    |                   |     |     |
|               |    |                   |     |     |
| P             | 30 | Miloš Kocić       |     |     |
| D             | 25 | Jeremy Hall       |     |     |
| D             | 12 | Adrian Cann       |     |     |
| D             | 4  | Doneil Henry      | 84’ |     |
| D             | 5  | Ashtone Morgan    | 48’ |     |
| C             | 6  | Julián de Guzmán  | 57’ |     |
| C             | 22 | Torsten Frings    | 31’ |     |
| C             | 8  | Eric Avila        |     | 60’ |
| A             | 9  | Ryan Johnson      |     |     |
| A             | 19 | Reggie Lambe      | 75’ | 84’ |
| A             | 7  | Joao Plata        |     | 78’ |
| Sostituzioni: |    |                   |     |     |
| D             | 27 | Richard Eckersley |     | 60’ |
| A             | 18 | Nick Soolsma      |     | 78’ |
| C             | 23 | Terry Dunfield    |     | 84’ |
| Allenatore:   |    |                   |     |     |
| Aron Winter   |    |                   |     |     |

| Vancouver Whitecaps: |    |                      |          |     |
|                      |    |                      |          |     |
| P                    | 1  | Joe Cannon           |          |     |
| D                    | 12 | Lee Young-Pyo        |          |     |
| D                    | 4  | Alain Rochat         |          |     |
| D                    | 6  | Jay DeMerit          |          |     |
| D                    | 15 | Martín Bonjour       | 36’      |     |
| C                    | 27 | Jun Marques Davidson |          |     |
| C                    | 11 | John Thorrington     |          | 73’ |
| C                    | 28 | Gershon Koffie       |          | 69’ |
| A                    | 37 | Camilo               |          | 66’ |
| A                    | 29 | Éric Hassli          |          |     |
| A                    | 7  | Sébastien Le Toux    | 45’, 58’ |     |
| Sostituzioni:        |    |                      |          |     |
| D                    | 3  | Jordan Harvey        |          | 65’ |
| A                    | 22 | Darren Mattocks      |          | 66’ |
| C                    | 20 | Davide Chiumiento    |          | 73’ |
| Allenatore:          |    |                      |          |     |
| Martin Rennie        |    |                      |          |     |

## Classifica marcatori
| Gol |  |  | Giocatore         | Squadra             |
| --- |  |  | ----------------- | ------------------- |
| 2   |  |  | Éric Hassli       | Vancouver Whitecaps |
| 2   |  |  | Ryan Johnson      | Toronto FC          |
| 2   |  |  | Reggie Lambe      | Toronto FC          |
| 2   |  |  | Sébastien Le Toux | Vancouver Whitecaps |
| 1   |  |  | Atiba Harris      | Vancouver Whitecaps |
| 1   |  |  | Darren Mattocks   | Vancouver Whitecaps |
| 1   |  |  | Yashir Pinto      | FC Edmonton         |